# Rembieszów
Rembieszów – wieś w Polsce położona w województwie łódzkim, w powiecie zduńskowolskim, w gminie Zapolice. W latach 1975–1998 miejscowość administracyjnie należała do województwa sieradzkiego.
Wieś o metryce późnośredniowiecznej, będąca gniazdem rodzinnym Rembieskich, a później znajdująca się w rękach m.in. Walewskich i Pstrokońskich. Pierwsza pisana wzmianka o wsi pochodzi z 1391 r. Przetrwała wiadomość o modrzewiowym dworze wzniesionym tu w 1618 r. (i rzekomo stojącym do 1805 r.), znanym z opisu z 1790 r. Następnie stał tu parterowy dwór z przełomu XVIII/XIX w. Został jednak rozebrany po zakończeniu II wojny św.
W obrębie niewielkiego fragmentu dawnego parku pozostała murowana, klasycystyczna kaplica podworska pw. Najświętszej MP z pocz. XIX w., wzniesiona na miejscu starszej, drewnianej (z fundacji Radolińskich), restaurowana w 1842 r. przez ówczesnego dziedzica Andrzeja Stawiskiego oraz w 1900 (1902 ?) przez kolejnego właściciela Eugeniusza Zielińskiego, której walory architektoniczne znacznie zubożyły niefortunnie przeprowadzone po r. 1966 prace remontowe. Kaplica jest zbudowana na planie prostokąta, zamknięta półkoistą absydą. Ołtarz kamienny barokowy z końca XVII w. z obrazem MB z Dzieciątkiem z przełomu XVII/XVIII w. Kaplica jest użytkowana jako filia parafii w Strońsku. Obok kaplicy rośnie dąb szypułkowy o obw. 420 cm.
Ok. r. 1873 Edmund Stawiski z Podłężyc odkrył w Rembieszowie cmentarzysko kultury łużyckiej.

## Zabytki
Według rejestru zabytków Narodowego Instytutu Dziedzictwa na listę zabytków wpisany jest obiekt:
- kaplica dworska, pocz. XIX w., nr rej.: 439 z 25.07.1967